# Dżu-dżu
Dżu-dżu – pierwszy singel z albumu Prezes Kuli Ziemskiej Krzysztofa "K.A.S.Y." Kasowskiego. Zawiera tytułowy utwór i jego 3 remiksy.

## Lista utworów
Opracowano na podstawie materiału źródłowego.
1. Dżu-dżu (radio edit) - 3:40
2. Dżu-dżu (raggamuffin mix) - 3:49
3. Dżu-dżu (wyciągnięty mix) - 4:54
4. Dżu-dżu (divorce mix) - 5:33

Łączny czas: 17:56

## Twórcy
- Krzysztof Kasowski - śpiew, muzyka, tekst i aranżacje
- Jacek Kochan - inżynier i realizacja
- Mieczysław Felecki - inżynier i realizacja
- Jacek Gawłowski - realizacja
- Piotr Garlicki (Goldfinger Ltd.) - projekt okładki
- Artur Krutowicz - zdjęcie na okładce